# Olzony
Olzony (ros. Ользоны) – wieś (sieło) w Rosji, w obwodzie irkuckim, w rejonie bajandajewskim. W 2010 liczyła 662 mieszkańców.